# 野村直史
野村 直史（のむら ただふみ、1948年5月8日 -  ）は、日本の経営者。四国銀行頭取を務めた。

## 来歴・人物
高知県出身。1971年4月に早稲田大学法学部を卒業し、同年4月に四国銀行に入行した。2004年6月に取締役に就任し、2008年6月に専務を経て、2010年6月には頭取に就任。2016年4月から2018年6月までに会長を務めた。